# Cookstown (plaats)
Cookstown (Iers:An Chorr Chríochach) is de hoofdplaats van het gelijknamige Noord-Ierse district Cookstown. Cookstown telt 10.566 inwoners.
Van de bevolking is 45,1% protestant en 52,8% katholiek.

## Sport
- Killymoon Rangers FC

## Geboren
- Typhoid Mary "Mary Mallon" (1869-1938), kokkin, de eerstbekende draagster van de tyfus bacterie die zelf daar niet ziek van geweest was maar wel tientallen mensen in New York daarmee besmet heeft
- Stuart Dallas (1991), voetballer
- Jacqueline Burns (1997), voetbalster